# Серицин
Серицин (от лат. sericium, шёлк) — белок, входящий в состав шёлка, вырабатываемого гусеницами тутового шелкопряда (Bombyx mori). Шёлковые нити шелкопряда состоят из фибрилл и покрывающего их клееобразного белкового слоя, обеспечивающего склеивание фибрилл в процессе формирования кокона гусеницей. Фибриллы состоят из белка фиброина, состоящего из лёгкой и тяжёлой цепей с молекулярными массами 25 и 325 кДа. Снаружи фибриллы покрыты клейким белком серицином.
Является водорастворимым белком, при кипячении шёлка серицин выходит в раствор и образует клейкую массу.

## В медицине
Серицин является потенциальным аллергеном. Если загрязнённый серицином шёлк используется в медицинских целях, он может вызвать аллергическую реакцию 1-го типа с увеличением иммуноглобулинов E.